# Paul-Émile Pilet
Pour les articles homonymes, voir Pilet.
Paul-Émile Pilet, né à Lausanne le 26 juillet 1927, mort le 12 mai 2005 à Pully, est un biologiste suisse, professeur et directeur de l'Institut de biologie et de physiologie végétales de l'Université de Lausanne.

## Biographie
Fils de William, architecte, Paul-Émile Pilet étudie la physique et la biologie à l’Université de Lausanne, où il obtient en 1951 un doctorat ès sciences. Après des stages à la Faculté des sciences de Paris et de Bordeaux, au California Institute of Technology (CALTECH) de Pasadena (États-Unis) et au Bedford College (London University), il revient au pays pour y mener carrière académique à l'Université de Lausanne : privat-docent dès 1952, chargé de cours (1955), professeur extraordinaire (1958), puis professeur ordinaire de 1967 à 1992. ‑ Directeur de l'Institut de biologie et de physiologie végétales de l'Université de Lausanne ; depuis 1965. ‑ Professeur invité pour le diplôme d'études approfondies (DEA) de physiologie végétale à la Sorbonne ; depuis 1980. ‑ Visiting Professor à la Leicester Polytechnic (GB) ; depuis 1970. ‑ Initiateur des enseignements de troisième cycle de phytophysiologie en Suisse romande ; 1992. ‑ Research Fellow à l'Université d'Osaka (Japon). ‑ Dès 1996, Research Visting Professor à la De Montfort University (GB).
Pilet s’est intéressé à la théorie et l'histoire des sciences, mais surtout à la physiologie des plantes, notamment à la régulation de la croissance par les hormones dans les cellules végétales. D’autres processus biophysiques, tels que l'influence de la gravité sur les cellules, ont également retenu son attention.
Pilet appartient à de nombreuses commission scientifiques : Comité directeur de la revue internationale de méthodologie et d'épistémologie des sciences Dialectica (depuis 1963), Comité international "Space Research: Gravitation Physiology", programme "Spacelab" (depuis 1977) ; "Editorial Boards" de revues internationales de biologie, notamment Physiologie végétale (Paris), Plant Science Letters Amsterdam), Plan and Cell Physiology (Osaka) ; Commission de physiologie gravitationnelle de l'International Union of Biological Sciences ; "Gallileo Foundation" (USA) pour les biorecherches spatiales (1988) ; "Working group for biology" of the European Space Agency (ESA) (depuis 1989). Président fondateur de la Société Suisse de Physiologie végétale (1962) ; 1964-1978 Secrétaire général de l'"International Association of Plant physiologists" (IAPP) ; membre fondateur de l'"European Federation of Plant Physiology" (1975) .
Féru d'art, il commande au peintre Charles Meystre un ensemble de 14 tableaux pour l'amphithéâtre de biologie de l'Université de Lausanne à Dorigny, qu'il inaugurera en 1983.

## Sources
Fonds : Pilet (Paul-Emile) (1955-2005) [123 ml : 1568 classeurs 15 boîtes de diapositives]. Collection : Archives privées; Cote : PP 554. Archives cantonales vaudoises.